# Torneo Interbritannico 1933
Il Torneo Interbritannico 1933 fu la quarantacinquesima edizione del torneo di calcio conteso tra le Home Nations dell'arcipelago britannico. Il torneo fu vinto dalla Nazionale gallese.

## Risultati
| Data              | Luogo     | Squadra 1   | Risultato | Squadra 2   |
| ----------------- | --------- | ----------- | --------- | ----------- |
| 17 settembre 1932 | Belfast   | Irlanda     | 0 - 4     | Scozia      |
| 20 ottobre 1932   | Blackpool | Inghilterra | 1 - 0     | Irlanda     |
| 26 ottobre 1932   | Edimburgo | Scozia      | 2 - 5     | Galles      |
| 16 novembre 1932  | Wrexham   | Galles      | 0 - 0     | Inghilterra |
| 7 dicembre 1932   | Wrexham   | Galles      | 4 - 1     | Irlanda     |
| 1º aprile 1933    | Glasgow   | Scozia      | 2 - 1     | Inghilterra |

## Classifica
| Pos | Squadra     | Pti | G | V | N | P | GF | GS |
| --- | ----------- | --- | - | - | - | - | -- | -- |
| 1   | Galles      | 5   | 3 | 2 | 1 | 0 | 9  | 3  |
| 2   | Scozia      | 4   | 3 | 2 | 0 | 1 | 8  | 6  |
| 3   | Inghilterra | 3   | 3 | 1 | 1 | 1 | 2  | 2  |
| 4   | Irlanda     | 0   | 3 | 0 | 0 | 3 | 1  | 9  |